# Martin Karlsson (bandyspelare)
Martin Karlsson, född 1996, är en svensk bandyspelare. Han är en mittfältare som representerar sin moderklubb Villa Lidköping BK sedan 2013-14.
Martin Karlsson är en egen produkt som gjorde sin första match i Villa Lidköping som 17-åring. Han har mestadels representerat Villa Lidköping i pojk- och juniorelitserien. Han har också suttit med som junioravbytare i elitserie och slutspel 2013-2014.

## Klubbkarriär
| 2012–13         | Villa Lidköping U20 | U20 ELIT        | 13 | 3  | 3  | 6  | 10 | 2 | 0 | 1 | 1 | 0 |
| 2013–14         | Villa Lidköping     | SEL             | 10 | 0  | 0  | 0  | 10 | 0 | 0 | 0 | 0 | 0 |
| 2013–14         | Villa Lidköping U20 | U20 ELIT        | 17 | 11 | 20 | 31 | 10 | 2 | 0 | 1 | 1 | 0 |
| SEL totalt      | SEL totalt          | SEL totalt      | 10 | 0  | 0  | 0  | 10 | 0 | 0 | 0 | 0 | 0 |
| U20 ELIT totalt | U20 ELIT totalt     | U20 ELIT totalt | 30 | 14 | 23 | 37 | 20 | 4 | 0 | 2 | 2 | 0 |

statistik uppdaterad 2014-03-12